# Benelux Cup 1957-1958
La Benelux cup 1957-1958 (Benelux-beker in olandese), conosciuta anche come Coppa dell'Amicizia 1957-1958 (Benelux Friendship Cup in inglese, Vriendschapsbeker in olandese, Coupe de l'Amitié in francese e Freundschaftspokal in tedesco) è stata la prima edizione della Benelux Cup ed è stata vinta dal Feyenoord (al suo primo titolo) che ha battuto in finale l'Anderlecht.

## Squadre partecipanti
| Nazione     | Squadre              | Nel 1956-57              | Note                                     |
| ----------- | -------------------- | ------------------------ | ---------------------------------------- |
| Paesi Bassi | PSV                  | 5º in Eredivisie         |                                          |
| Paesi Bassi | Feyenoord            | 6º in Eredivisie         |                                          |
| Belgio      | Anderlecht           | 2º in Division I         |                                          |
| Belgio      | Beerschot            | 12º in Division I        |                                          |
| Lussemburgo | Red Boys Differdange | 3º in Division d'Honneur |                                          |
| Lussemburgo | Spora Luxembourg     | 5º in Division d'Honneur | Vincitrice Coppa del Lussemburgo 1956-57 |

## Risultati

### Primo turno

#### Girone A
| Squadra              | Pti | G | V | N | P | GF | GS | DR  |
| -------------------- | --- | - | - | - | - | -- | -- | --- |
| Feyenoord            | 6   | 4 | 3 | 0 | 1 | 14 | 4  | +10 |
| Beerschot            | 6   | 4 | 3 | 0 | 1 | 13 | 6  | +7  |
| Red Boys Differdange | 0   | 4 | 0 | 0 | 4 | 4  | 21 | -17 |

|           | Bee | Fey | R.B |
| --------- | --- | --- | --- |
| Beerschot | –   | 1-0 | 5-1 |
| Feyenoord | 3-2 | –   | 7-0 |
| Red Boys  | 2-5 | 1-4 | –   |

#### Girone B
| Squadra          | Pti | G | V | N | P | GF | GS | DR  |
| ---------------- | --- | - | - | - | - | -- | -- | --- |
| Anderlecht       | 5   | 4 | 2 | 1 | 1 | 18 | 5  | +13 |
| PSV              | 5   | 4 | 2 | 1 | 1 | 7  | 13 | -6  |
| Spora Luxembourg | 2   | 4 | 0 | 2 | 2 | 5  | 12 | -7  |

|            | And | PSV | Spo |
| ---------- | --- | --- | --- |
| Anderlecht | –   | 8-0 | 6-0 |
| PSV        | 3-2 | –   | 1-0 |
| Spora      | 2-2 | 3-3 | –   |

### Finale
| Rotterdam 31 maggio 1958 Finale                                                                   | Feyenoord | 6 – 0 referto | Anderlecht | de Kuip (22 000 spett.) |
| \| \| \| \| \| Rijvers 10’ Van der Gijp 27’, 43’, 73’ Meijers 65’ Schouten 68’ \| Marcatori \| \| |           |               |            |                         |
|                                                                                                   |           |               |            |                         |
| Rijvers 10’ Van der Gijp 27’, 43’, 73’ Meijers 65’ Schouten 68’                                   | Marcatori |               |            |                         |